# Prodotti agroalimentari tradizionali del Friuli Venezia Giulia
I prodotti agroalimentari tradizionali friulani e giuliani (PAT) riconosciuti dal Ministero dell'agricoltura, della sovranità alimentare e delle foreste (MASAF), su proposta della regione Friuli-Venezia Giulia sono i seguenti, aggiornati alla ventiquattresima revisione dei PAT datata 2024:
| N.  | Immagine | Definizione                                                                           | Settore                                                                                       |
| --- | -------- | ------------------------------------------------------------------------------------- | --------------------------------------------------------------------------------------------- |
| 1   |          | Distillato di pere                                                                    | Bevande analcoliche, distillati e liquori                                                     |
| 2   |          | Most                                                                                  | Bevande analcoliche, distillati e liquori                                                     |
| 3   |          | Sciroppo di olivello spinoso                                                          | Bevande analcoliche, distillati e liquori                                                     |
| 4   |          | Sciroppo di piccoli frutti                                                            | Bevande analcoliche, distillati e liquori                                                     |
| 5   |          | Sciroppo di sambuco                                                                   | Bevande analcoliche, distillati e liquori                                                     |
| 6   |          | Sciroppo di tarassaco                                                                 | Bevande analcoliche, distillati e liquori                                                     |
| 7   |          | Succo di mela                                                                         | Bevande analcoliche, distillati e liquori                                                     |
| 8   |          | Agnello istriano                                                                      | Carni (e frattaglie) fresche e loro preparazione                                              |
| 9   |          | Argjel                                                                                | Carni (e frattaglie) fresche e loro preparazione                                              |
| 10  |          | Bondiola                                                                              | Carni (e frattaglie) fresche e loro preparazione                                              |
| 11  |          | Brusaula                                                                              | Carni (e frattaglie) fresche e loro preparazione                                              |
| 12  |          | Cappone friulano                                                                      | Carni (e frattaglie) fresche e loro preparazione                                              |
| 13  |          | Cicines                                                                               | Carni (e frattaglie) fresche e loro preparazione                                              |
| 14  |          | Coppa di testa                                                                        | Carni (e frattaglie) fresche e loro preparazione                                              |
| 15  |          | Cotto d'oca                                                                           | Carni (e frattaglie) fresche e loro preparazione                                              |
| 16  |          | Crafus                                                                                | Carni (e frattaglie) fresche e loro preparazione                                              |
| 17  |          | Filon                                                                                 | Carni (e frattaglie) fresche e loro preparazione                                              |
| 18  |          | Insaccati affumicati                                                                  | Carni (e frattaglie) fresche e loro preparazione                                              |
| 19  |          | Lardo                                                                                 | Carni (e frattaglie) fresche e loro preparazione                                              |
| 20  |          | Lingua cotta di Carnia                                                                | Carni (e frattaglie) fresche e loro preparazione                                              |
| 21  |          | Linguâl                                                                               | Carni (e frattaglie) fresche e loro preparazione                                              |
| 22  |          | Lujanie                                                                               | Carni (e frattaglie) fresche e loro preparazione                                              |
| 23  |          | Marcundela                                                                            | Carni (e frattaglie) fresche e loro preparazione                                              |
| 24  |          | Musetto                                                                               | Carni (e frattaglie) fresche e loro preparazione                                              |
| 25  |          | Ossocollo e culatello affumicati                                                      | Carni (e frattaglie) fresche e loro preparazione                                              |
| 26  |          | Pancetta arrotolata dolce e affumicata                                                | Carni (e frattaglie) fresche e loro preparazione                                              |
| 27  |          | Pancetta arrotolata manicata                                                          | Carni (e frattaglie) fresche e loro preparazione                                              |
| 28  |          | Pancetta con lonza                                                                    | Carni (e frattaglie) fresche e loro preparazione                                              |
| 20  |          | Pancetta stesa, lardo, guanciale                                                      | Carni (e frattaglie) fresche e loro preparazione                                              |
| 30  |          | Pestadice                                                                             | Carni (e frattaglie) fresche e loro preparazione                                              |
| 31  |          | Pestat                                                                                | Carni (e frattaglie) fresche e loro preparazione                                              |
| 32  |          | Pitina                                                                                | Carni (e frattaglie) fresche e loro preparazione                                              |
| 33  |          | Petto d'oca affumicato                                                                | Carni (e frattaglie) fresche e loro preparazione                                              |
| 34  |          | Pindulis                                                                              | Carni (e frattaglie) fresche e loro preparazione                                              |
| 35  |          | Polmonarie                                                                            | Carni (e frattaglie) fresche e loro preparazione                                              |
| 36  |          | Porcaloca                                                                             | Carni (e frattaglie) fresche e loro preparazione                                              |
| 37  |          | Prosciuttino crudo d'oca                                                              | Carni (e frattaglie) fresche e loro preparazione                                              |
| 38  |          | Prosciutto cotto praga                                                                | Carni (e frattaglie) fresche e loro preparazione                                              |
| 39  |          | Prosciutto di Cormons                                                                 | Carni (e frattaglie) fresche e loro preparazione                                              |
| 40  |          | Prosciutto dolce o affumicato                                                         | Carni (e frattaglie) fresche e loro preparazione                                              |
| 41  |          | Salam di cueste                                                                       | Carni (e frattaglie) fresche e loro preparazione                                              |
| 42  |          | Salame d'oca                                                                          | Carni (e frattaglie) fresche e loro preparazione                                              |
| 43  |          | Salame friulano                                                                       | Carni (e frattaglie) fresche e loro preparazione                                              |
| 44  |          | Sanganel                                                                              | Carni (e frattaglie) fresche e loro preparazione                                              |
| 45  |          | Sassaka                                                                               | Carni (e frattaglie) fresche e loro preparazione                                              |
| 46  |          | Sbarbot                                                                               | Carni (e frattaglie) fresche e loro preparazione                                              |
| 47  |          | Schulta fumat                                                                         | Carni (e frattaglie) fresche e loro preparazione                                              |
| 48  |          | Sopressa                                                                              | Carni (e frattaglie) fresche e loro preparazione                                              |
| 49  |          | Spalla cotta di Carnia affumicata                                                     | Carni (e frattaglie) fresche e loro preparazione                                              |
| 50  |          | Speck affumicato                                                                      | Carni (e frattaglie) fresche e loro preparazione                                              |
| 51  |          | Speck d'oca                                                                           | Carni (e frattaglie) fresche e loro preparazione                                              |
| 52  |          | Stinco di Carnia                                                                      | Carni (e frattaglie) fresche e loro preparazione                                              |
| 53  |          | Aceto di mele                                                                         | Condimenti                                                                                    |
| 54  |          | Osiet                                                                                 | Condimenti                                                                                    |
| 55  |          | Salsa balsamica, asperum                                                              | Condimenti                                                                                    |
| 56  |          | Caciotta caprina                                                                      | Formaggi                                                                                      |
| 57  |          | Caprino stagionato                                                                    | Formaggi                                                                                      |
| 58  |          | Cuincir                                                                               | Formaggi                                                                                      |
| 59  |          | Formadi frant                                                                         | Formaggi                                                                                      |
| 60  |          | Formaggio asìno                                                                       | Formaggi                                                                                      |
| 61  |          | Formaggio caprino morbido                                                             | Formaggi                                                                                      |
| 62  |          | Formaggio di malga                                                                    | Formaggi                                                                                      |
| 63  |          | Formaggio fagagna                                                                     | Formaggi                                                                                      |
| 64  |          | Formaggio salato                                                                      | Formaggi                                                                                      |
| 65  |          | Formai del cìt                                                                        | Formaggi                                                                                      |
| 66  |          | Frico                                                                                 | Formaggi                                                                                      |
| 67  |          | Latteria                                                                              | Formaggi                                                                                      |
| 68  |          | Monte re                                                                              | Formaggi                                                                                      |
| 69  |          | Sot la trape                                                                          | Formaggi                                                                                      |
| 70  |          | Tabor                                                                                 | Formaggi                                                                                      |
| 71  |          | Olio dei colli orientali                                                              | Grassi (burro, margarina, oli)                                                                |
| 72  |          | Olio del carso                                                                        | Grassi (burro, margarina, oli)                                                                |
| 73  |          | Ont (burro fuso di malga)                                                             | Grassi (burro, margarina, oli)                                                                |
| 74  |          | Aglio di Resia                                                                        | Prodotti vegetali allo stato naturale o trasformati                                           |
| 75  |          | Asparago bianco                                                                       | Prodotti vegetali allo stato naturale o trasformati                                           |
| 76  |          | Asparago verde in agrodolce                                                           | Prodotti vegetali allo stato naturale o trasformati                                           |
| 77  |          | Blave di Mortean                                                                      | Prodotti vegetali allo stato naturale o trasformati                                           |
| 78  |          | Cavolo broccolo                                                                       | Prodotti vegetali allo stato naturale o trasformati                                           |
| 79  |          | Castagna canalutta                                                                    | Prodotti vegetali allo stato naturale o trasformati                                           |
| 80  |          | Castagna di Mezzomonte                                                                | Prodotti vegetali allo stato naturale o trasformati                                           |
| 81  |          | Castagna marrone di Vito d'Asio                                                       | Prodotti vegetali allo stato naturale o trasformati                                           |
| 82  |          | Castagna obiacco                                                                      | Prodotti vegetali allo stato naturale o trasformati                                           |
| 83  |          | Cavolo cappuccio di Collina di Forni Avoltri                                          | Prodotti vegetali allo stato naturale o trasformati                                           |
| 84  |          | Ciliegia duracina di Tarcento                                                         | Prodotti vegetali allo stato naturale o trasformati                                           |
| 85  |          | Cipolla rosa della Val Cosa                                                           | Prodotti vegetali allo stato naturale o trasformati                                           |
| 86  |          | Cipolla rossa di Cavasso Nuovo                                                        | Prodotti vegetali allo stato naturale o trasformati                                           |
| 87  |          | Craut garp                                                                            | Prodotti vegetali allo stato naturale o trasformati                                           |
| 88  |          | Fagiolo antica di San Quirino                                                         | Prodotti vegetali allo stato naturale o trasformati                                           |
| 89  |          | Fagioli borlotti di Carnia                                                            | Prodotti vegetali allo stato naturale o trasformati                                           |
| 90  |          | Fagiolo borlotto di Pesariis                                                          | Prodotti vegetali allo stato naturale o trasformati                                           |
| 91  |          | Fagiolo cesarins                                                                      | Prodotti vegetali allo stato naturale o trasformati                                           |
| 92  |          | Fagiolo dal santisim                                                                  | Prodotti vegetali allo stato naturale o trasformati                                           |
| 93  |          | Fagiolo dal voglut, plombin                                                           | Prodotti vegetali allo stato naturale o trasformati                                           |
| 94  |          | Fagiolo laurons                                                                       | Prodotti vegetali allo stato naturale o trasformati                                           |
| 95  |          | Fagiolo militons                                                                      | Prodotti vegetali allo stato naturale o trasformati                                           |
| 96  |          | Fagiolo rampicante fiorina                                                            | Prodotti vegetali allo stato naturale o trasformati                                           |
| 97  |          | Fave di Sauris                                                                        | Prodotti vegetali allo stato naturale o trasformati                                           |
| 98  |          | Fico figo moro                                                                        | Prodotti vegetali allo stato naturale o trasformati                                           |
| 99  |          | Lidrìc cul pòc                                                                        | Prodotti vegetali allo stato naturale o trasformati                                           |
| 100 |          | Mais da polenta                                                                       | Prodotti vegetali allo stato naturale o trasformati                                           |
| 101 |          | Mais bianco Perla friulano                                                            | Prodotti vegetali allo stato naturale o trasformati                                           |
| 102 |          | Mela zeuka                                                                            | Prodotti vegetali allo stato naturale o trasformati                                           |
| 103 |          | Marrone striato del Landre                                                            | Prodotti vegetali allo stato naturale o trasformati                                           |
| 104 |          | Patata di Godia                                                                       | Prodotti vegetali allo stato naturale o trasformati                                           |
| 105 |          | Patate di Ribis                                                                       | Prodotti vegetali allo stato naturale o trasformati                                           |
| 106 |          | Patatis cojonariis                                                                    | Prodotti vegetali allo stato naturale o trasformati                                           |
| 107 |          | Pera Pêr Martin                                                                       | Prodotti vegetali allo stato naturale o trasformati                                           |
| 108 |          | Pesca iris rosso                                                                      | Prodotti vegetali allo stato naturale o trasformati                                           |
| 109 |          | Pesca isontina                                                                        | Prodotti vegetali allo stato naturale o trasformati                                           |
| 110 |          | Pesca triestina                                                                       | Prodotti vegetali allo stato naturale o trasformati                                           |
| 111 |          | Pierçolade                                                                            | Prodotti vegetali allo stato naturale o trasformati                                           |
| 112 |          | Radic di mont                                                                         | Prodotti vegetali allo stato naturale o trasformati                                           |
| 113 |          | Radicchio canarino                                                                    | Prodotti vegetali allo stato naturale o trasformati                                           |
| 114 |          | Radicchio rosa di Sacile                                                              | Prodotti vegetali allo stato naturale o trasformati                                           |
| 115 |          | Rapa di Verzegnis                                                                     | Prodotti vegetali allo stato naturale o trasformati                                           |
| 116 |          | Ràti                                                                                  | Prodotti vegetali allo stato naturale o trasformati                                           |
| 117 |          | Rosa di Gorizia                                                                       | Prodotti vegetali allo stato naturale o trasformati                                           |
| 118 |          | Savors                                                                                | Prodotti vegetali allo stato naturale o trasformati                                           |
| 119 |          | Susine di Castelnovo, Cespes                                                          | Prodotti vegetali allo stato naturale o trasformati                                           |
| 120 |          | Tartufo bianco pregiato di Muzzana del Turgnano                                       | Prodotti vegetali allo stato naturale o trasformati                                           |
| 121 |          | Vellutata di asparago verde                                                           | Prodotti vegetali allo stato naturale o trasformati                                           |
| 122 |          | Zucchino giallo di Sacile                                                             | Prodotti vegetali allo stato naturale o trasformati                                           |
| 123 |          | Biscotto esse                                                                         | Paste fresche e prodotti della panetteria, biscotteria, pasticceria e confetteria             |
| 124 |          | Biscotto Pordenone                                                                    | Paste fresche e prodotti della panetteria, biscotteria, pasticceria e confetteria             |
| 125 |          | Biscotto pevarins                                                                     | Paste fresche e prodotti della panetteria, biscotteria, pasticceria e confetteria             |
| 126 |          | Buiadnik                                                                              | Paste fresche e prodotti della panetteria, biscotteria, pasticceria e confetteria             |
| 127 |          | Cjalcune                                                                              | Paste fresche e prodotti della panetteria, biscotteria, pasticceria e confetteria             |
| 128 |          | Cjalzòns o Cjarsons                                                                   | Paste fresche e prodotti della panetteria, biscotteria, pasticceria e confetteria             |
| 129 |          | Colaz                                                                                 | Paste fresche e prodotti della panetteria, biscotteria, pasticceria e confetteria             |
| 130 |          | Favette triestine                                                                     | Paste fresche e prodotti della panetteria, biscotteria, pasticceria e confetteria             |
| 131 |          | Gnochi de susini                                                                      | Paste fresche e prodotti della panetteria, biscotteria, pasticceria e confetteria             |
| 132 |          | Grissino di Resiutta                                                                  | Paste fresche e prodotti della panetteria, biscotteria, pasticceria e confetteria             |
| 133 |          | Gubana                                                                                | Paste fresche e prodotti della panetteria, biscotteria, pasticceria e confetteria             |
| 134 |          | Marmellata di mirtilli, fragole, lamponi, mele, prugne, frutti di bosco, menta e mele | Paste fresche e prodotti della panetteria, biscotteria, pasticceria e confetteria             |
| 135 |          | Marmellata di olivello spinoso e mele                                                 | Paste fresche e prodotti della panetteria, biscotteria, pasticceria e confetteria             |
| 136 |          | Pan di sorc                                                                           | Paste fresche e prodotti della panetteria, biscotteria, pasticceria e confetteria             |
| 137 |          | Pinza triestina                                                                       | Paste fresche e prodotti della panetteria, biscotteria, pasticceria e confetteria             |
| 138 |          | Presnitz                                                                              | Paste fresche e prodotti della panetteria, biscotteria, pasticceria e confetteria             |
| 139 |          | Putizza                                                                               | Paste fresche e prodotti della panetteria, biscotteria, pasticceria e confetteria             |
| 140 |          | Strucchi                                                                              | Paste fresche e prodotti della panetteria, biscotteria, pasticceria e confetteria             |
| 141 |          | Strucchi lessi                                                                        | Paste fresche e prodotti della panetteria, biscotteria, pasticceria e confetteria             |
| 142 |          | Tiramisù                                                                              | Paste Fresche e prodotti della panetteria, biscotteria, pasticceria e confetteria             |
| 143 |          | Boreto, Boreto a la graisana                                                          | Prodotti della gastronomia                                                                    |
| 144 |          | Calandràca                                                                            | Prodotti della gastronomia                                                                    |
| 145 |          | Frico                                                                                 | Prodotti della gastronomia                                                                    |
| 146 |          | Frittata con le erbe, Fartae cun lis jerbis                                           | Prodotti della gastronomia                                                                    |
| 147 |          | Jota                                                                                  | Prodotti della gastronomia                                                                    |
| 148 |          | Salame all'aceto, Salamp cul asêt                                                     | Prodotti della gastronomia                                                                    |
| 149 |          | Stak                                                                                  | Prodotti della gastronomia                                                                    |
| 150 |          | Zuf di zucca, Zuf di côce, Polentina tenera di zucca                                  | Prodotti della gastronomia                                                                    |
| 151 |          | Calamaro di Saccaleva                                                                 | Preparazione di pesci, molluschi, crostacei e tecniche particolari degli stessi               |
| 152 |          | Canocia de nassa                                                                      | Preparazione di pesci, molluschi, crostacei e tecniche particolari degli stessi               |
| 153 |          | Dondolo                                                                               | Preparazione di pesci, molluschi, crostacei e tecniche particolari degli stessi               |
| 154 |          | Matàn                                                                                 | Preparazione di pesci, molluschi, crostacei e tecniche particolari degli stessi               |
| 155 |          | Mormora di Miramare                                                                   | Preparazione di pesci, molluschi, crostacei e tecniche particolari degli stessi               |
| 156 |          | Mussolo de scoio                                                                      | Preparazione di pesci, molluschi, crostacei e tecniche particolari degli stessi               |
| 157 |          | Passera coi ovi                                                                       | Preparazione di pesci, molluschi, crostacei e tecniche particolari degli stessi               |
| 158 |          | Pedocio de Trieste, cozza di Trieste                                                  | Preparazione di pesci, molluschi, crostacei e tecniche particolari degli stessi               |
| 159 |          | Pesce di valle                                                                        | Preparazione di pesci, molluschi, crostacei e tecniche particolari degli stessi               |
| 160 |          | Sardoni in savor                                                                      | Preparazione di pesci, molluschi, crostacei e tecniche particolari degli stessi               |
| 161 |          | Sardoni salati                                                                        | Preparazione di pesci, molluschi, crostacei e tecniche particolari degli stessi               |
| 162 |          | Sievoli soto sal                                                                      | Preparazione di pesci, molluschi, crostacei e tecniche particolari degli stessi               |
| 163 |          | Trota affumicata di San Daniele                                                       | Preparazione di pesci, molluschi, crostacei e tecniche particolari degli stessi               |
| 164 |          | Miele di acacia del Carso                                                             | Prodotti di origine animale (miele, prodotti lattiero caseari di vario tipo escluso il burro) |
| 165 |          | Miele di marasca del Carso                                                            | Prodotti di origine animale (miele, prodotti lattiero caseari di vario tipo escluso il burro) |
| 166 |          | Miele di melata di bosco del Carso                                                    | Prodotti di origine animale (miele, prodotti lattiero caseari di vario tipo escluso il burro) |
| 167 |          | Miele di tiglio del carso                                                             | Prodotti di origine animale (miele, prodotti lattiero caseari di vario tipo escluso il burro) |
| 168 |          | Miele friulano di acacia                                                              | Prodotti di origine animale (miele, prodotti lattiero caseari di vario tipo escluso il burro) |
| 169 |          | Miele friulano di ailanto                                                             | Prodotti di origine animale (miele, prodotti lattiero caseari di vario tipo escluso il burro) |
| 170 |          | Miele friulano di amorfa                                                              | Prodotti di origine animale (miele, prodotti lattiero caseari di vario tipo escluso il burro) |
| 171 |          | Miele friulano di castagno                                                            | Prodotti di origine animale (miele, prodotti lattiero caseari di vario tipo escluso il burro) |
| 172 |          | Miele friulano di melata di abete                                                     | Prodotti di origine animale (miele, prodotti lattiero caseari di vario tipo escluso il burro) |
| 173 |          | Miele friulano di rododendro                                                          | Prodotti di origine animale (miele, prodotti lattiero caseari di vario tipo escluso il burro) |
| 174 |          | Miele friulano di tarassaco                                                           | Prodotti di origine animale (miele, prodotti lattiero caseari di vario tipo escluso il burro) |
| 175 |          | Miele friulano di tiglio                                                              | Prodotti di origine animale (miele, prodotti lattiero caseari di vario tipo escluso il burro) |
| 176 |          | Miele millefiori del Carso                                                            | Prodotti di origine animale (miele, prodotti lattiero caseari di vario tipo escluso il burro) |
| 177 |          | Miele millefiori della laguna friulana                                                | Prodotti di origine animale (miele, prodotti lattiero caseari di vario tipo escluso il burro) |
| 178 |          | Miele millefiori della montagna friulana                                              | Prodotti di origine animale (miele, prodotti lattiero caseari di vario tipo escluso il burro) |
| 179 |          | Miele millefiori della pianura friulana                                               | Prodotti di origine animale (miele, prodotti lattiero caseari di vario tipo escluso il burro) |
| 180 |          | Ricotta affumicata di malga                                                           | Prodotti di origine animale (miele, prodotti lattiero caseari di vario tipo escluso il burro) |
| 181 |          | Ricotta di capra                                                                      | Prodotti di origine animale (miele, prodotti lattiero caseari di vario tipo escluso il burro) |